# 拉帕尔姆
拉帕尔姆（法語：La Palme，法語發音：[la palm] ⓘ）是法国奥德省的一个市镇，属于纳博讷区。

## 地理
拉帕尔姆（42°58'29"N, 2°59'35"E）面积27.47 平方千米，位于法国奧克西塔尼大區奥德省，该省份为法国南部沿海省份，北起塔恩省，西北接上加龙省，西接阿列日省，南至东比利牛斯省，东临地中海，东北与埃罗省接壤。
与拉帕尔姆接壤的市镇（或旧市镇、城区）包括：卡沃、勒卡特、拉努韦勒港、罗克福尔-德科比耶尔、锡让。

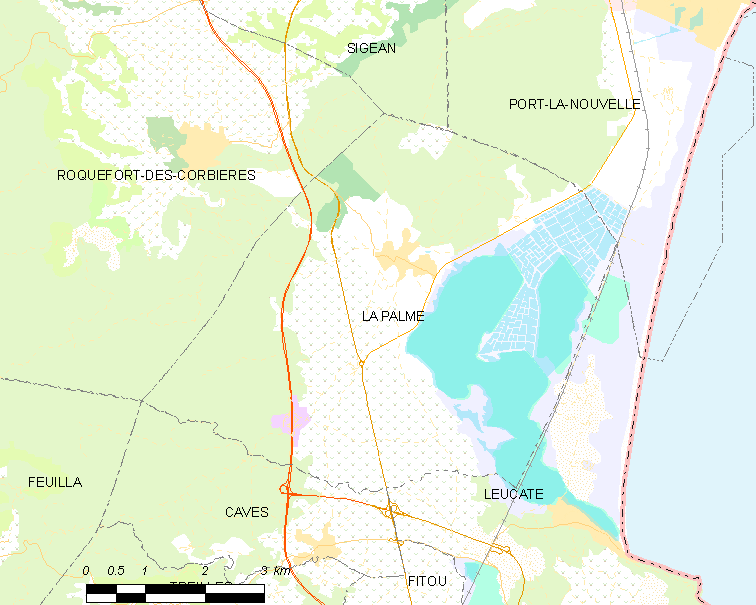
拉帕尔姆的OSM定位图

拉帕尔姆的时区为UTC+01:00、UTC+02:00（夏令时）。

## 行政
拉帕尔姆的邮政编码为11480，INSEE市镇编码为11188。

## 政治
拉帕尔姆所属的省级选区为地中海科比耶尔县。

## 人口

1962-2008年间拉帕尔姆人口变化图示

拉帕尔姆于2022年1月1日时的人口数量为1889人。